# グッドリック (小惑星)
グッドリック (3116 Goodricke) は、小惑星帯に位置する小惑星である。 エドワード・ボーエルがアリゾナ州のローウェル天文台アンダーソン・メサ観測所で発見した。
オランダ出身でイギリスで過ごし、食変光星として知られる変光のメカニズムを提案したアマチュア天文学者、ジョン・グッドリックに因んで名付けられた。